# John Williams Gunnison

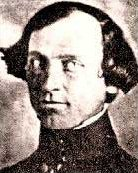
John Williams Gunnison

John Williams Gunnison (n. 11 noiembrie 1812, Goshen, New Hampshire, SUA – d. 26 octombrie 1853, Utah, SUA) a fost un ofițer și explorator american.

## Date biografice
Gunnison s-a născut în anul 1812 în Goshen, New Hampshire. A absolvit școala militară la West Point în 1837, pe locul al doilea în promoția sa, formată din cincizeci de cadeți. Cariera să militară a început-o în Florida, unde a fost un an în campania militară împotrivă indienilor seminoli. Datorită sănătății sale precare el a fost mutat la Corpul de Ingineri topografi. Inițial el a explorat în căutarea rutelor acesibile, zonele necunoscute din Florida.  
Din 1841-1849 Gunnison explorat zona din jurul Marilor Lacuri. El a explorat regiunea de graniță dintre Wisconsin și Michigan, coasta de vest a lacului Michigan, și coasta  Lacului Erie. La data de 9 mai 1846 a fost promovat la gradul de locotenent.  
În primăvara anului 1849 Gunnison a fost desemnat ca vice comandant în expediția Stansbury Howard, pentru a explora și studia Valea Great, Salt Lake. Iarna au condiții fost deosebit de grele, fiind imposibil membrilor expediției de a părăsi valea. Gunnison a profitat de ocazie să se împrietenească cu unii mormonii și a început studiul Bisericii lui Isus Hristos a Sfinților din Zilele din Urmă (după religia mormonă). După reîntoarcere în Washington, DC, a scris o carte intitulată "Mormonii sau Zilele Sfinților din Urmă, din Valea Salt Lake Great". 
Gunnison a revenit la Marile Lacuri  și între anii 1852-1853, a cartografiat zona Green Bay, fiind promovat la 3 martie 1853 la gradul de căpitan.

## Publicații
- Beckwith, E.G.; Gunnison, J.W. (1856). Report of explorations for a route for the Pacific railroad: near the 38th and 39th parallels of north latitude : from the mouth of the Kansas River, Mo., to the Sevier Lake, in the Great Basin. Washington [D.C.]: War Dept.. OCLC 8497072. http://name.umdl.umich.edu/AFK4383.0002.001.
- Gunnison, J. W.; William Gilpin (1859). Guide to the Kansas gold mines at Pike's Peak, describing the routes, camping places, tools, outfits, etc.. Cincinnati: E. Mendenhall. OCLC 14140433.
- Gunnison, J. W. (Lieut.) (1852). The Mormons, or, Latter-day saints, in the valley of the Great Salt Lake: a history of their rise and progress, peculiar doctrines, present condition, and prospects, derived from personal observation: during a residence among them.. Philadelphia: J.B. Lippincott & Co. OCLC 14155212. http://www.archive.org/details/orlatterdmormons00gunnrich. Retrieved 2008-09-07.
- Gunnison, John Williams (1832). Papers of J. W. Gunnison. OCLC 122382994. (Housed at The Huntington Library in San Mateo, CA)
- Gunnison, John Williams (1841). U.S. Lake Survey payrolls and reports. OCLC 145786406. (Housed at The Wisconsin Historical Society in Madison, WI on the campus of the University of Wisconsin–Madison )
- Stansbury, Howard; John Williams Gunnison; Carrington, Albert; Hudson, John (1849). Stansbury Survey diaries. United States. Army. Corps of Topographical Engineers. OCLC 215072134. (Housed at the University of California, Berkeley Library in Berkley, CA)
- United States; Henry, J.; Baird, S.F. (1855). Reports of explorations and surveys to ascertain the most practicable and economical route for a railroad from the Mississippi River to the Pacific Ocean. Washington [D.C.]: B. Tucker, printer. OCLC 10526736.